# Saul Taișler
Saul Taișler, menționat uneori Saul Teischler, (n. 28 ianuarie 1925, Iași, România – d. 21 martie 1993, Iași, România) a fost un actor și regizor de teatru român de origine evreiască.

## Spectacole teatrale

### Regizor
- Mircea Alexandrescu: Vine inspectorul (1982)
- Aleksei Arbuzov: Bietul meu Marat (1965) — împreună cu Virgil Raiciu
- Ion Băieșu: Autorul e în sală? (1986)
- Mircea Radu Iacoban: Sâmbătă la Veritas (1974) — împreună cu Mircea Radu Iacoban
- Sean O'Casey: Istorie nocturnă (1966)
- Rodica Ojog-Brașoveanu: Cursa de Viena (1987)

## Filmografie
- Ciprian Porumbescu (1973) – Mihail Kogălniceanu
- Glissando (1984) – dl Horowitz, negustor evreu

## Distincții
- Medalia Muncii (7 iunie 1957) „cu prilejul aniversării a 140 de ani de la reprezentarea primului spectacol în limba romînă pe scena Teatrului Național „Vasile Alecsandri” din Iași, pentru merite deosebite în activitatea artistică”[1]
- Medalia Meritul Cultural clasa I (6 noiembrie 1967) „cu prilejul împlinirii a 150 ani de la primul spectacol de teatru în limba română la Iași, [...] pentru merite deosebite în domeniul artei dramatice”[2]